# 英國公民投票
在英國，公民投票（簡稱公投）是由全國或地方的選民所進行的直接民主決策，並就特定議題彰顯民意意向及共識。
由於英國憲法奉行「議會至上」原則，即國會可以任意行使任何政治權力，理論上任何公投都不具有法律約束力；加上英國現時亦未有法例或憲政慣例規範公投的實施要求，所以任何公投都必須獲得英國國會立法授權方可舉行。
任何全國性或英格蘭、威爾斯、北愛爾蘭的公投案會受到《2000年政黨、選舉及公投法令》所規範，而任何涉及蘇格蘭權力下放事宜的公投則按照《2020年公投（蘇格蘭）法令》舉行。
目前為止，英國已經舉行3次全國性公投，以及10項構成國或區域性公投；有關議題多數涉獵權力下放、主權及政制問題。此外，多個地方議會亦曾經舉辦涉及禁酒及設立行政市長制度的公民投票。

## 憲制效力及地位
歷史上的公民投票次數寥寥可數，而英國憲法從未界定「公投」的實質定位。由於公投的意義在於實踐「直接民主」的決策方式，與英國憲政所擁護的「議會主權」有所衝突，所以多數學者或政客亦會極力反對以公投解決政治問題。然而，有意見認為國會因曾為不同重要議題而舉行公投，所以各種先例可證實公民投票已成為一項憲政慣例。
英國的公民投票可大致分為兩種：「先立法，後公投」及「先公投，後立法」。前者一般應用於已經訂立國際協議或國會法令的程序，例如1998年北愛爾蘭公投案正為貝爾法斯特協議取得公眾授權。而後者則會放置一個廣泛性議題，以協助政府測試民意或奪定日後施政方針，例如2016年去留歐盟公投後英國政府才啟動脫歐工作。

## 歷史
1890年，英國憲法權威戴雪率先提出將公民投票成為實行重大憲政變革的機制。由於當時愛爾蘭自治運動正發酵中，戴雪認為國會可以通過法令下放立法權予全國民眾，藉此讓人民直接決定政治家難以處理的議題。他表示政黨政治容易令選民未能在大選時影響個別政策方向，而行政獨大的議會制度亦可讓執政黨通過違背民意的法案；而公投正可以修補代議政制的缺陷，確保日益擴大的行政權能夠受到適當的民主制衡。雖然「議會至上」的憲制秩序能令國會兩院或政府繞過公投結果而立法，但他建議往後君主可以違反公投案為由而拒絕為相關法案御准。
1910年，上議院違背傳統而否決執政自由黨提出的人民預算案，引發涉及國會權力分佈的憲政危機；在野保守黨當時曾倡議舉辦公民投票來解決兩院之間爭端，但最後未被自由黨政府接納，而相關議題亦在通過《1911年國會法令》後未再被提起。
1945年5月，時任首相邱吉爾曾經提議訴諸公投來延長戰時內閣的任期，直至日本投降為止。當時副首相艾德禮則反對，認為公投制度會違反英國的憲政傳統，並形容其為「法西斯主義及納粹主義的工具」。
1975年3月，時任首相戴卓爾夫人亦引用過艾德禮的說詞，認為公投屬於獨裁者及煽動者的統治手段。
2010年，英國下議院的憲法委員會曾經就公民投票的議題，進行調查並召開公聽會。其報告指出，儘管公投有其民主價值，但委員會認為個案式的公投制度仍然弊大於利；該會建議以後舉行公投的決定必須基於跨黨派的共識，並於長遠建立機制以規管公投的憲制作用。